# Wowaka
Wowaka (estilizado como wowaka,  Prefectura de Kaoshima, 4 de noviembre de 1987 - 5 de abril de 2019), también conocido como Genjitsutouhi-P (現実逃避P), fue un músico japonés conocido por la influencia de sus obras en la música Vocaloid y por su carrera como cantante en la banda Hitorie.

## Primeros años
Wowaka nació en la prefectura de Kagoshima, Japón, el 4 de noviembre de 1987. Desde secundaria estaba interesado en unirse a bandas de rock, comenzando como guitarrista. Fue alumno de la Universidad de Tokio, y fue el líder del club musical  (東大音感 "Toudai Onkan"?), al cual le compuso algunas canciones originales.
El primer contacto de Wowaka con el sintetizador Vocaloid fue en diciembre de 2008, cuando escuchó la canción de LiveTune Last Night, Good Night. A él le gustó la canción y se sorprendió al saber que era obra del trabajo de una sola persona. Salió de su banda y comenzó a crear música utilizando Vocaloid con Hatsune Miku en abril de 2009.
Wowaka comenzó su carrera en mayo de 2009 al subir su canción In the Gray Zone. (グレーゾーンにて。?)  al sitio web japonés para compartir videos Niconico Douga. En el video de In the Grey Zone evitó usar ilustraciones de personajes de Vocaloid, por lo que usó su propio estilo de dibujo y lo mantuvo por consistencia en todas sus publicaciones posteriores.
Sus canciones se caracterizan por tener letras oscuras que representan pensamientos de mujeres jóvenes con melodías de un ritmo frenético. Él ha dicho que aunque inicialmente quería hacer música que solo se pueda hacer usando Vocaloid, más tarde se dio cuenta de las ventajas de la música Vocaloid. Se hizo conocido con el nombre de "Genjitsu Touhi P" después de escribir en las descripciones musicales la frase "Escapar de la realidad, ¡qué lindo!" ( en japonés: 現実逃避って、いいよね！    )  
Las obras de Wowaka ganaron bastante popularidad en NicoNicoDouga. El 4 de marzo de 2011 ayudó a fundar Balloom, un sello discográfico independiente junto con otros músicos populares en el sitio web mencionado anteriormente.   
Su primer álbum bajo este sello fue Unhappy Refrain (アンハッピーリフレイン?) , lanzado el 18 de mayo de 2011. Su ópera magna incluyó Amantes de dos caras, World's End Dancehall, Rolling Girl y Unhappy Refrain .
Wowaka participó en la canción And I'm Home, uno de los temas finales incluidos en la banda sonora de Puella Magi Madoka Magica. La canción fue lanzada el 24 de agosto de 2011 junto con la versión BD / DVD del programa. 
En 2011, se unió a la banda de rock "hitorie" como vocalista y guitarrista. El primer álbum de Hitorie es ″Room Sick Girls Escape″ y su último álbum allí fue "HOWLS".  
Wowaka lanzó su última canción de Vocaloid Unknown Mother Goose (アンノウン・マザーグース?)  el 22 de agosto de 2017, unos seis años después de su último trabajo. La canción fue creada para el álbum recopilatorio del décimo aniversario de Hatsune Miku, Re: Start.
El 23 de octubre de 2017, lanzó su propia versión vocal de la canción a través de hitorie.
En una entrevista de 2017, Wowaka le da crédito a Hatsune Miku por haberlo motivado a hacer música. Esto fue mencionado durante a algunos comentarios sobre su canción Unknown Mother Goose. 

## Muerte
Wowaka falleció mientras dormía el 5 de abril de 2019 debido a insuficiencia cardíaca, a la edad de 31 años.  
La muerte fue anunciada en el sitio web de su banda el 8 de abril de 2019. Pronto anunciaron la cancelación de las giras planificadas, y dieron algunas dudas acerca de sus actividades en el futuro. Los miembros de su familia celebraron un funeral privado. El 1 de junio de 2019, hitorie celebró un concierto en memoria de "Wowaka". 

## Legado
El músico Kenshi Yonezu, también conocido por su nombre artístico Hachi era un amigo cercano de él. Después de la muerte de wowaka, Yonezu elogió a wowaka por tener un profundo impacto en el concepto de música entre los creadores de este estilo, y que dado que su propia música también fue influenciada por wowaka, mantuvo su mayor respeto por él.
Aiden Strawhun escribió en Kotaku que "Para aquellos que han sido parte de la comunidad Vocaloid desde los primeros días de Hatsune Miku, el nombre de Wowaka lleva más que el peso de la nostalgia. Tiene una resonancia de angustia adolescente gracias a canciones como la turbulenta y cacofónica 'Rolling Girl'. [...] Donde está Hatsune Miku, está Wowaka. [....] Con su fallecimiento, no solo hemos perdido una parte enorme e inmensamente influyente de la comunidad, sino una parte monumental de nuestra historia. Sin embargo, su trabajo seguirá vivo. Wowaka hizo más que crear música para una generación. Él creó la magia ".  
Luego de su muerte, los seguidores de Wowaka le rindieron tributo por varias redes sociales para conmemorar sus capacidades musicales y vocales.